# جيانكارلو اسبوزيتو
جيانكارلو اسبوزيتو (بالإنجليزية: Giancarlo Esposito)‏ مواليد 26 أبريل 1958 في كوبنهاغن، الدنمارك، هو ممثل دنماركي بدأ مسيرته الفنية عام 1966. ,هو أيضا ممثل، منتج أفلام، مخرج.

## الحياة الشخصية
تزوج إسبوزيتو من جوي ماكمانيغال لديه أربع بنات ثم انفصل مع زوجته. 

## المسيرة الفنية
بدأ التمثيل في سن الثامنة
Breaking bad
The Mandalorian
Far Cry 6

## الأعمال

### أفلام
| السنة | العنوان            | الدور |
| ----- | ------------------ | ----- |
| 2025  | الحالة الإلكترونية |       |

## روابط خارجية
- جيانكارلو اسبوزيتو على موقع IMDb (الإنجليزية)
- جيانكارلو اسبوزيتو على موقع قاعدة بيانات الأفلام العربية
- جيانكارلو اسبوزيتو على موقع ألو سيني (الفرنسية)
- جيانكارلو اسبوزيتو على موقع ميوزك برينز (الإنجليزية)
- جيانكارلو اسبوزيتو على موقع تيرنر كلاسيك موفيز (الإنجليزية)
- جيانكارلو اسبوزيتو على موقع أول موفي (الإنجليزية)
- جيانكارلو اسبوزيتو على موقع قاعدة بيانات برودواي على الإنترنت (الإنجليزية)
- جيانكارلو اسبوزيتو على موقع قاعدة بيانات الأفلام السويدية (السويدية)
- جيانكارلو اسبوزيتو على موقع إن إن دي بي (الإنجليزية)
- جيانكارلو اسبوزيتو على موقع ديسكوغز (الإنجليزية)